# Budynek bankowy przy Alejach Marcinkowskiego 12 w Poznaniu
Budynek bankowy przy Alejach Marcinkowskiego 12 w Poznaniu – reprezentacyjny budynek bankowy zlokalizowany w Poznaniu przy Alejach Marcinkowskiego 12.

## Historia

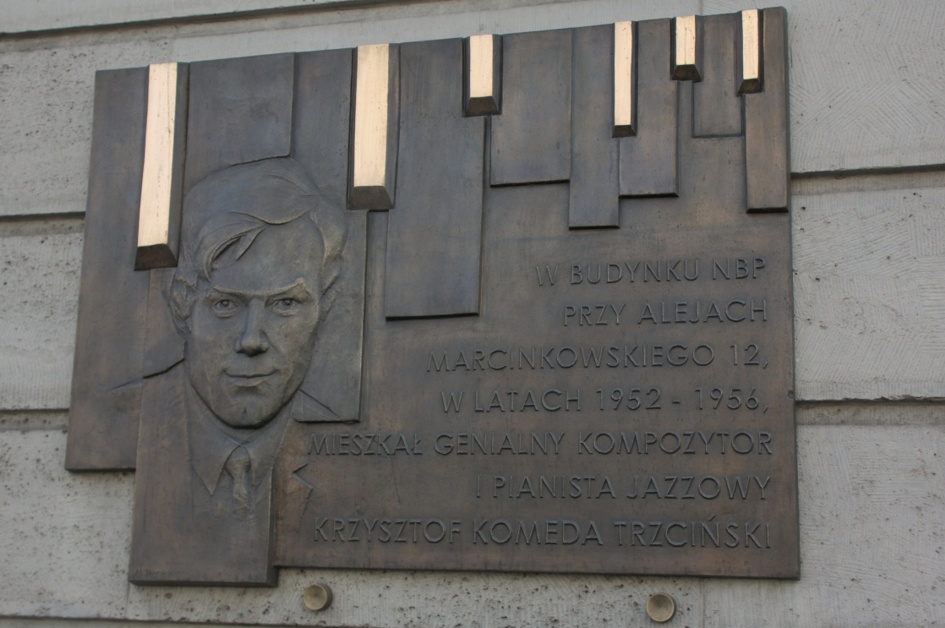
Tablica pamiątkowa Krzysztofa Komedy-Trzcińskiego

Obiekt wzniesiono dla Banku Rzeszy w latach 1911–1913 (lub 1912) według projektu Juliusa Habichta, niemieckiego architekta specjalizującego się w monumentalnej architekturze publicznej, w tym bankowej (zaprojektował on około 90 siedzib tego banku na terenie całych Niemiec). Wybujałą formę niemieckiej siedziby bankowej zdeterminowało sąsiedztwo polskich budowli zlokalizowanych obok, a świadczących o sile polskiego biznesu: Hotelu Francuskiego z Bankiem Kwilecki, Potocki i Spółka oraz Hotelu Bazar. Architekt zaprojektował więc obiekt stylowo surowy, klasyczny, oszczędny w detalu (jońskie pilastry w wielkim porządku), z wysokim kalenicowym dachem. Portal wejściowy ujęto doryckimi kolumnami. Dodatkowo skorzystano z klasycznych zdobień: meandru i masek na belkowaniu, co było zgodne z tendencjami urzędowymi architektury pruskiej drugiej dekady XX wieku.
Po odzyskaniu niepodległości w 1918 gmach zajęła Polska Krajowa Kasa Pożyczkowa, a od 1924 Bank Polski. Budynek nie został poważnie uszkodzony w czasie II wojny światowej, jednak w latach 50. XX wieku przebudowano go według koncepcji Stefana Zieleśkiewicza (usunięto stromy dach i zamieniono go na płaski, dodano jedną kondygnację i sterczyny-obeliski). Przebudowa ta, według Marcina Libickiego, nie spowodowała utraty charakteru architektury obiektu. Oryginalna jest sala bankowa wsparta na filarach i hol wejściowy.
W latach 1952–1956 mieszkał tu kompozytor i pianista jazzowy, Krzysztof Komeda-Trzciński, o czym świadczy stosowna tablica pamiątkowa.
Obecnie właścicielem budynku jest Narodowy Bank Polski.